# Berzano di Tortona
Pour les articles homonymes, voir Berzano.
Berzano di Tortona est une commune italienne de la province d'Alexandrie, dans la région Piémont.

## Administration
| Période                                  | Période | Identité | Étiquette | Qualité |
| ---------------------------------------- | ------- | -------- | --------- | ------- |
|                                          |         |          |           |         |
| Les données manquantes sont à compléter. |         |          |           |         |

### Communes limitrophes
Monleale, Sarezzano, Viguzzolo, Volpeglino